# Waleed Zuaiter
Waleed F. Zuaiter (* 19. Januar 1971 in Sacramento, Kalifornien) ist ein US-amerikanischer Schauspieler palästinensischer Abstammung.

## Leben und Karriere
Waleed Zuaiter wurde in der kalifornischen Hauptstadt Sacramento geboren, verbrachte seine Kindheit jedoch in Kuwait. Nach der Schule studierte er an der George Washington University Philosophie und Theater und schloss beides erfolgreich ab. Nach dem Abschluss trat er zunächst auf Theaterbühnen in Washington, D.C. und New York City, in Stücken wie Betrayed, The American Pilot und Mother Courage neben Meryl Streep und Kevin Kline auf, bevor er sich in Los Angeles niederließ, um seine Karriere voranzutreiben.
Seit dem Jahr 2000 ist Zuaiter in Film und Fernsehen zu sehen. Er hatte Gastauftritte in Serien wie The Unit – Eine Frage der Ehre, Numbers – Die Logik des Verbrechens, Blue Bloods – Crime Scene New York und Lie to Me. 2011 spielte er die Rolle des Terroristen Afsal Hamid in der ersten Staffel der Fernsehserie Homeland. Danach folgten u. a. Serienauftritte in House of Cards, Good Wife und The Blacklist. 2018 war er als Samir Abboud in einer Nebenrolle in der Netflix-Serie Altered Carbon – Das Unsterblichkeitsprogramm zu sehen.
Zu seinen Filmauftritten gehören u. a. Veronika beschließt zu sterben, Männer, die auf Ziegen starren und Omar. Letzterer wurde 2014 in der Kategorie Bester fremdsprachiger Film für einen Oscar nominiert. Er selbst spielte darin eine zentrale Nebenrolle und war zudem als Produzent an dem Film beteiligt.
2016 war Zuaiter als Terrorist Kamran Barkawi in London Has Fallen zu sehen. Es folgten weitere Filmauftritte in Zwischen zwei Leben – The Mountain Between Us und Billionaire Boys Club. In der Miniserie The Spy stellte er 2019 den syrischen General Amin al-Hafiz dar.

## Filmografie (Auswahl)
- 2000: Eat Me!
- 2003: Justice
- 2007: Ein Sommer in New York – The Visitor (The Visitor)
- 2007: Numbers – Die Logik des Verbrechens (Numb3rs, Fernsehserie, Episode 4x05)
- 2007: The Unit – Eine Frage der Ehre (The Unit, Fernsehserie, Episode 3x06)
- 2009: Lie to Me (Fernsehserie, Episode 1x07)
- 2009: Veronika beschließt zu sterben (Veronica Decides to Die)
- 2009: Männer, die auf Ziegen starren (The Men Who Stare at Goats)
- 2010: Sex and the City 2
- 2010: Navy CIS: L.A. (Fernsehserie, Episode 2x02)
- 2010: Blue Bloods – Crime Scene New York (Blue Bloods, Fernsehserie, Episode 1x05)
- 2011: Homeland (Fernsehserie, Episode 1x05)
- 2011: Good Wife (The Good Wife, Fernsehserie, Episode 3x07)
- 2011: Elevator – Der Feind in meinem Fahrstuhl (Elevator)
- 2012: Common Law (Fernsehserie, Episode 1x11)
- 2013: Omar
- 2013–2014: Revolution (Fernsehserie, 4 Episoden)
- 2014: The Blacklist (Fernsehserie, Episode 2x07)
- 2015: House of Cards (Fernsehserie, Episode 3x04)
- 2015: Endlich frei (Peur de rien)
- 2016: London Has Fallen
- 2016: Madam Secretary (Fernsehserie, 2 Episoden)
- 2016: Jahrhundertfrauen (20th Century Women)
- 2017: Chicago Justice (Fernsehserie, Episode 1x03)
- 2017: Prison Break (Fernsehserie, 2 Episoden)
- 2017: Zwischen zwei Leben – The Mountain Between Us (The Mountain Between Us)
- 2018: Altered Carbon – Das Unsterblichkeitsprogramm (Altered Carbon, Fernsehserie, 6 Episoden)
- 2018: Billionaire Boys Club
- 2018: Der ägyptische Spion, der Israel rettete (The Angel)
- 2018: Im Hier und Jetzt – Der beste Tag meines Lebens (Here and Now)
- 2018: Colony (Fernsehserie, 4 Episoden)
- 2018: Ein Funken Gerechtigkeit (Saint Judy)
- 2019: The Spy (Miniserie, 5 Episoden)
- 2020: Bagdad nach dem Sturm (Baghdad Central, Fernsehserie, 6 Episoden)
- 2020: Ramy (Fernsehserie, Episode 2x09)
- 2021: Amira
- 2022: Gangs of London (Fernsehserie, 8 Episoden)